# Ottensheim
Ottensheim település Ausztriában, Felső-Ausztria tartományban, az Urfahrkörnyéki járásban. Tengerszint feletti magassága 270 méter, területe 11,81 km².

## Elhelyezkedése
Ottensheim Walding, Gramastetten, Puchenau, Wilhering, Alkoven és Goldwörth településekkel határos.

## Népesség
| 2016 | 4 639 |
| 2018 | 4 721 |